# Stockmossen
Stockmossen är ett naturreservat i Åtvidabergs kommun i Östergötlands län.
Området är naturskyddat sedan 2008 och är 131 hektar stort. Reservatet omfattar Stockmossen och äldre granskog söder därom. Reservatet består av barrskog, lövsumpskog och en liten göl.
Stormarna Orkanen Gudrun 2005 och Orkanen Per 2007 fällde tusentals granar i reservatet, följande på det kom ett stort utbrott av Granbarkborre som också kom att drabba de stående träden. Åtgärder som gjordes för att mildra utbrottet innefattade utforslande av en del hårt angripen ved, att fälla angripna träd och att barka en del liggade ved. Delar av reservatet har därför en hyggeslikande karaktär med mycket liggande barkad ved och är bitvis svårframkomligt. Det finns inga anordningar för friluftsliv i reservatet.